# Sainte-Christine
|  | Per a altres significats, vegeu «Sainte-Christine (Puy-de-Dôme)». |

Sainte-Christine és un municipi francès al departament de Maine i Loira i a la regió del País del Loira. L'any 2007 tenia 762 habitants.

## Demografia

### Població
El 2007 la població de fet de Sainte-Christine era de 762 persones. Hi havia 281 famílies de les quals 74 eren unipersonals (35 homes vivint sols i 39 dones vivint soles), 78 parelles sense fills, 117 parelles amb fills i 12 famílies monoparentals amb fills.
La població ha evolucionat segons el següent gràfic:

### Habitatges
El 2007 hi havia 304 habitatges, 290 eren l'habitatge principal de la família, 3 eren segones residències i 12 estaven desocupats. 288 eren cases i 15 eren apartaments. Dels 290 habitatges principals, 191 estaven ocupats pels seus propietaris, 98 estaven llogats i ocupats pels llogaters i 1 estava cedit a títol gratuït; 1 tenia una cambra, 17 en tenien dues, 37 en tenien tres, 77 en tenien quatre i 159 en tenien cinc o més. 240 habitatges disposaven pel capbaix d'una plaça de pàrquing. A 117 habitatges hi havia un automòbil i a 150 n'hi havia dos o més.

### Piràmide de població
La piràmide de població per edats i sexe el 2009 era:
| Homes | Edats   | Dones |
| ----- | ------- | ----- |
| 0     | 95 o +  | 0     |
| 0     | 90 a 94 | 4     |
| 0     | 85 a 89 | 4     |
| 8     | 80 a 84 | 8     |
| 4     | 75 a 79 | 4     |
| 20    | 70 a 74 | 8     |
| 28    | 65 a 69 | 20    |
| 0     | 60 a 64 | 16    |
| 8     | 55 a 59 | 4     |
| 8     | 50 a 54 | 12    |
| 12    | 45 a 49 | 16    |
| 24    | 40 a 44 | 20    |
| 16    | 35 a 39 | 8     |
| 32    | 30 a 34 | 28    |
| 20    | 25 a 29 | 28    |
| 32    | 20 a 24 | 16    |
| 16    | 15 a 19 | 12    |
| 8     | 10 a 14 | 16    |
| 24    | 5 a 9   | 20    |
| 16    | 0 a 4   | 28    |

## Economia
El 2007 la població en edat de treballar era de 481 persones, 375 eren actives i 106 eren inactives. De les 375 persones actives 359 estaven ocupades (199 homes i 160 dones) i 16 estaven aturades (7 homes i 9 dones). De les 106 persones inactives 41 estaven jubilades, 37 estaven estudiant i 28 estaven classificades com a «altres inactius».

### Ingressos
El 2009 a Sainte-Christine hi havia 292 unitats fiscals que integraven 770,5 persones, la mediana anual d'ingressos fiscals per persona era de 15.194 €.

### Activitats econòmiques
Dels 22 establiments que hi havia el 2007, 2 eren d'empreses alimentàries, 1 d'una empresa de fabricació d'altres productes industrials, 5 d'empreses de construcció, 4 d'empreses de comerç i reparació d'automòbils, 1 d'una empresa de transport, 1 d'una empresa d'hostatgeria i restauració, 1 d'una empresa financera, 2 d'empreses immobiliàries, 4 d'empreses de serveis i 1 d'una empresa classificada com a «altres activitats de serveis».
Dels 9 establiments de servei als particulars que hi havia el 2009, 1 era una oficina bancària, 1 taller de reparació d'automòbils i de material agrícola, 1 paleta, 1 guixaire pintor, 1 fusteria, 1 electricista, 1 empresa de construcció, 1 perruqueria i 1 agència immobiliària.
Els 2 establiments comercials que hi havia el 2009 eren botigues de més de 120 m².
L'any 2000 a Sainte-Christine hi havia 27 explotacions agrícoles que ocupaven un total de 609 hectàrees.

## Equipaments sanitaris i escolars
El 2009 hi havia una escola elemental.

## Poblacions properes
El següent diagrama mostra les poblacions més properes.